# Éloge de l'ombre (Tanizaki)
Pour les articles homonymes, voir Éloge de l'ombre.
Éloge de l'ombre (陰翳礼讃, In'ei raisan) est un essai sur l'esthétique japonaise par l'écrivain japonais Jun'ichirō Tanizaki. Publié en 1933 au Japon, ce livre a été traduit en français par le japonologue René Sieffert et publié en 1977 aux Publications orientalistes de France. Une nouvelle traduction par Ryoko Sekiguchi et Patrick Honnoré a paru en 2017 sous le titre Louange de l'ombre aux Éditions Philippe Picquier.

## Traductions
L'ouvrage a été traduit en de nombreuses langues — parfois depuis les traductions française ou anglaise de 1977 —, dont : le thaï (1985), l'allemand (1987), l'arabe (1988), le grec (1992), l'espagnol (1994), le finnois (1997), le catalan (2006) et le chinois (2007).

## Résumé
L'auteur, obsédé par le thème de l'occidentalisation du Japon, défend une esthétique de la pénombre en réaction à l'esthétique occidentale où tout est éclairé. Il s'emploie à comparer divers usages de la lumière et de l'éclairage chez les Japonais et les Occidentaux en soulignant notamment l'importance du tokonoma dans ce jeu du clair-obscur.
De plus, fidèle à l'esthétique du sabi, il revendique la patine des objets par opposition à la manie de la brillance et de la clarté chez les Occidentaux. Ainsi, il passe en revue les éléments de l'architecture ancienne, des temples, des palais, des maisons, les accessoires de la vie courante et les matières dont ils sont faits — bois, laques, céramiques, papiers, métaux —, et compare l'usage qui en est fait dans les modes de vie traditionnels en Occident et au Japon. Si l'Occidental préfère généralement l'éclat, le brillant, la netteté, le Japonais préfère les reflets adoucis, la patine, « le lustre des mains ».
Mario Praz écrit à ce sujet :

« Lorsque les Japonais importaient l'argenterie occidentale, ils ne la polissaient pas, car ils l'aimaient ternie. Tanizaki emploie à ce propos le mot sabi, l'un des mots clés du vocabulaire esthétique japonais. Ce mot, dont le sens premier est la dégradation des choses sous l'action du temps, la « rouille », désigne, au sens figuré (le seul d'usage courant), une atmosphère calme, mélancolique et subtile, où l'on sent que le temps a fait son œuvre sur les choses (mousse sur les pierres, oxydation des métaux), et où l'homme goûte à la fois la beauté des choses et la tristesse de leur altération, ces deux sentiments se renforçant l'un l'autre et se fondant l'un en l'autre. »

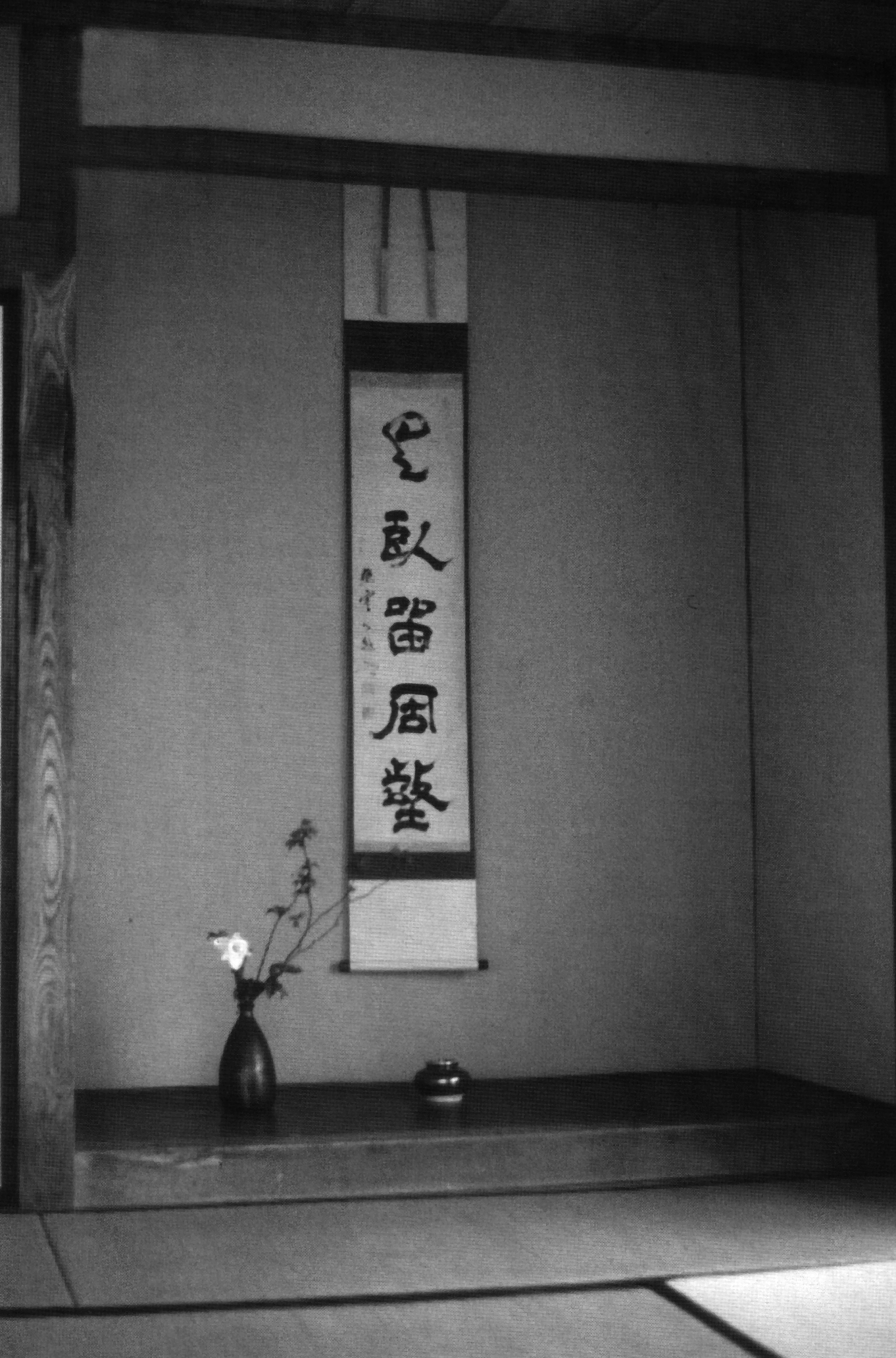
Un tokonoma en 1934.

Tanizaki analyse certaines constantes de l'esthétique japonaise, y mêlant ses propres fantasmes, non sans goût pour la cocasserie, par exemple lors de son évocation des toilettes à l'ancienne. Il exprime tout ce qu'il doit à la culture japonaise traditionnelle.
Dans cet éloge de l'ombre, Tanizaki fait en particulier un développement sur « l'esthétique de la femme japonaise », livrant des « clés pour la compréhension d'un des types de femmes qui hantent la plupart [de ses] romans », à savoir la « femme de l'ombre ».

## Inspiration pourTous les matins du monde
Alain Corneau demanda à tous les acteurs de son film Tous les matins du monde (1991) de lire cet essai pour s'imprégner de son esthétique.